# Richard Maria Werner
Richard Maria Werner (født 14. august 1854 i Iglau, Mähren, død 1. februar 1913 i Wien) var en østrigsk litteraturhistoriker.
Werner blev 1886 professor i tysk sprog og litteratur ved universitetet i Lemberg. Af hans rige produktion må — foruden den udmærkede udgave i 24 bind af Hebbels samtlige værker, dagbøger og breve — fremhæves Goethe und Gräfin O’Donell (1884), Vollendete und Ringende, Dichter und Dichtung der Neuzeit (1900), Hebbel, ein Lebensbild (1905, ny udgave 1912), Gotthold Ephraim Lessing, Galerie von Teutschen Schauspielern und Schauspielerinnen, nebst I. E. Schinks Zusätzungen und Berichtigungen (1910).